# Vitalius buecherli
Vitalius buecherli é uma espécie de aranha pertencente à família Theraphosidae (tarântulas).